# Velja Međa
Velja Međa (en cyrillique : Веља Међа) est un village de Bosnie-Herzégovine. Il est situé dans la municipalité de Ravno, dans le canton d'Herzégovine-Neretva et dans la fédération de Bosnie-et-Herzégovine. Selon les premiers résultats du recensement bosnien de 2013, il compte 204 habitants.

## Géographie
Le village est situé au bord de la rivière Trebišnjica.

## Démographie

### Évolution historique de la population dans la localité
| 1948 | 1953 | 1961 | 1971 | 1981 | 1991 | 2013 |
| ---- | ---- | ---- | ---- | ---- | ---- | ---- |
| -    | -    | 330  | 254  | 164  | 77   | 204  |

|  |

### Répartition de la population par nationalités (1991)
En 1991, les 77 habitants du village étaient tous croates.